# Musculus rectus capitis posterior minor
De musculus rectus capitis posterior minor of kleinste achterste rechte hoofdspier is een nekspier die loopt van het tuberculum posterius van de eerste halswervel (tuberculum posterius atlantis) naar de onderste helft van de linea nuchae inferior van het achterhoofdsbeen. De spier heeft als functie om het hoofd achterover te trekken De spier wordt geïnnerveerd door de nervus suboccipitalis.